# Оренбургская улица (Санкт-Петербург)
Оренбу́ргская улица — улица в Выборгском районе Санкт-Петербурга. Проходит от Финляндского проспекта в направлении Евпаторийского переулка.

## История
Первоначальное название 3-я улица (в обе стороны от Финляндского проспекта) известно с 1821 года. С 1822 года носит название 3-я Госпитальная улица, дано по находящейся поблизости слободы служащих Морского госпиталя.
Современное название Оренбургская улица присвоено 7 марта 1858 года по городу Оренбургу. Участок южнее Финляндского проспекта перестал существовать около 1969 года, после постройки гостиницы «Ленинград». Северный участок частично закрыт в 1970-е годы.

## Достопримечательности
- Дом 2 — ЖК «Аврора»[3]
- 8-я Выборгская котельная
- ОАО «Концерн «Морское подводное оружие — Гидроприбор»